# Мишел Галабрю
Мишѐл Галабрю̀ (на френски: Michel Galabru) e френски киноактьор.

## Биография и кариера
В България е известен с ролите си на полицай Жербер от шестте филма „Полицаят от Сен Тропе“, „Полицаят в Ню Йорк“, „Полицаят се жени“, „Полицаят се пенсионира“, „Полицаят и извънземните“ и „Полицаят и полицайките“, посветени на легендарните полицаи от Сен Тропе. Познат е и от филмите „Приготвено с масло“ (1963), „Малкият гмурец“ (1968), „Джо“ (1971), „Скъперникът“ (1980), „Нашата история“ (1984), „Метро“ (1985), „Бел епок“ (1992), „Астерикс и Обеликс срещу Цезар“ (1999), „Сан Антонио“ (2004), сериала „Студена пот“ (1988) и като глас в анимационния филм „Предсказанието на жабите“. Към 2010 г. се е снимал в 267 филма.

## Избрана филмография
| Година | Филм                           | Оригинално заглавие                 | Роля                           | Режисьор                |
| ------ | ------------------------------ | ----------------------------------- | ------------------------------ | ----------------------- |
| 1963   | Приготвено с масло             | La Cuisine au beurre                | Максимин                       | Жил Гранжие             |
| 1964   | Полицаят от Сен Тропе          | Le Gendarme De Saint-Tropez         | старшина Жером (Алфонс) Жербер | Жан Жиро                |
| 1965   | Полицаят в Ню Йорк             | Le Gendarme à New York              | старшина Жером (Алфонс) Жербер | Жан Жиро                |
| 1968   | Полицаят се жени               | Le Gendarme se marie                | старшина Жером (Алфонс) Жербер | Жан Жиро                |
| 1968   | Малкият гмурец                 | Le Petit Baigneur                   | Сипио                          | Робер Дери              |
| 1970   | Полицаят се пенсионира         | Le Gendarme en Balade               | старшина Жером (Алфонс) Жербер | Жан Жиро                |
| 1971   | Джо                            | Jo                                  | Тонелоти, зидар                | Жан Жиро                |
| 1979   | Полицаят и извънземните        | Le Gendarme Et Les Extra-Terrestres | старшина Жером (Алфонс) Жербер | Жан Жиро                |
| 1980   | Скъперникът                    | L'Avare                             | Жак                            | Жан Жиро, Луи дьо Фюнес |
| 1982   | Полицаят и полицайките         | Le Gendarme et les gendarmettes     | старшина Жером (Алфонс) Жербер | Жан Жиро, Тони Абоянц   |
| 1984   | Нашата история                 | Notre histoire                      | Емил                           | Бертран Блие            |
| 1999   | Астерикс и Обеликс срещу Цезар | Astérix et Obélix contre César      | Абранакурсикс                  | Клод Зиди               |

## Награди
Мишел Галабрю е носител на наградата Сезар за най-добра мъжка роля през 1977 г. за ролята на Жозеф Бувие във филма „Le Juge et l'Assassin“.